# Euphorbia heptagona
Euphorbia heptagona ist eine Pflanzenart aus der Gattung Wolfsmilch (Euphorbia) in der Familie der Wolfsmilchgewächse (Euphorbiaceae).

## Beschreibung
Die sukkulente Euphorbia heptagona wächst als zweihäusiger Strauch und wird 0,6 bis 1,3 Meter hoch. Die Pflanzen sprossen aus der Basis und verzweigen sich oberhalb weiter.  Die 7- bis 10-rippigen Triebe erreichen einen Durchmesser von etwa 3 Zentimeter und sind an der Basis etwas dünner. Auf den Rippen befinden sich dicht stehende flache Warzen. Zwischen den Rippen sind die Triebe tief gefurcht.
Es werden einzelne, sterile und dornenartige Blütenstandstiele ausgebildet. Diese sind braun und bis 3 Zentimeter lang. Die einzelnen Cyathien stehen an den Triebspitzen und werden etwa 4 Millimeter groß. Sie sind etwa 1,5 Zentimeter lang gestielt und an den Stielen sind etwa 4 Tragblätter vorhanden. Die einzeln stehenden Nektardrüsen sind elliptisch und grün gefärbt. Der Fruchtknoten ist sitzend.

## Verbreitung und Systematik
Euphorbia heptagona var. heptagona ist in Südafrika in der Provinz Westkap verbreitet.
Die Erstbeschreibung der Art erfolgte 1753 durch Carl von Linné.
Es werden folgende Varietäten unterschieden:
- Euphorbia heptagona var. dentata (A.Berger) A.C.White (1941); ein Synonym zu dieser Varietät ist Euphorbia enopla var. dentata A.Berger (1907). Im Unterschied zur Stammart sind die Rippen gezähnt und die Warzen deutlich sichtbar und die zwischen den Warzen befinden sich im Zickzack angeordnete Furchen.
- Euphorbia heptagona var. heptagona; Synonyme zu dieser Varietät sind Anthacantha desmetiana Lem. (1858) und Euphorbia morinii A.Berger (1907).
- Euphorbia heptagona var. ramosa A.C.White & al. (1941); im Unterschied zur Stammart sind die Cyathien einfach oder auf verzweigten Blütenstandstielen in Cymen angeordnet.
- Euphorbia heptagona var. subsessilis A.C.White & al. (1941); im Unterschied zur Stammart werden die Pflanzen nur bis 75 Zentimeter hoch. Die Triebe werden bis 3,5 Zentimeter dick und haben 9 bis 11 etwas gebogene Rippen. Die dornenartigen Blütenstandstiele werden bis 2 Zentimeter lang  und die Cyathien sind bis 2 Millimeter lang gestielt. Die männlichen Cyathien werden 6 Millimeter groß und die weiblichen 3,5 Millimeter. Die nahezu kugelförmigen Früchte werden bis 5 Millimeter groß.
- Euphorbia heptagona var. viridis A.C.White & al. (1941); im Unterschied zur Stammart werden die Pflanzen bis 2 Meter hoch. Die Triebe haben in der Regel 9 Rippen und werden bis 4,5 Zentimeter dick. Die dornenartigen Blütenstandstiele sind gelblich grün und stehen manchmal zu zweit zusammen. Die Nektardrüsen sind gelblich grün gefärbt.